# 尾形希和子
尾形 希和子（おがわ きわこ、1959年 - ）は、日本の西洋美術史学者、沖縄県立芸術大学教授。専門は西洋中世美術史。

## 略歴
1982年大阪外国語大学イタリア語科卒業、1988年東京外国語大学大学院地域研究研究科博士課程満期退学。沖縄県立芸術大学助教授、教授。

## 著書
- 『レオノール・フィニ 境界を侵犯する新しい種』（東信堂） 2006
- 『教会の怪物たち ロマネスクの図像学』（講談社選書メチエ） 2013
- 『西洋の護符と呪い－プリニウスからポップカルチャーまで』（八坂書房） 2023

## 翻訳
- 『ジョット』サンドリーナ・バンデーラ・ビストレッティ（京都書院、カンティーニ美術叢書） 1995
- 『スキタイの子羊』ヘンリー・リー, ベルトルト・ラウファー（武田雅哉共訳、博品社） 1996
- 『バロックのイメージ世界 綺想主義研究』マリオ・プラーツ（上村忠男, 廣石正和, 森泉文美共訳、みすず書房） 2006

## 参考
- [ISBN 978-4-06-258568-2]